# L.A.ストーリー/恋が降る街
『L.A.ストーリー/恋が降る街』（エル・エー・ストーリー/こいがふるまち、原題：L.A. Story）は、1991年制作のアメリカ合衆国のロマンティック・コメディ映画。スティーヴ・マーティン主演・脚本・製作総指揮。
アイルランドのミュージシャンエンヤの曲"Epona"他が、挿入曲として使用されている。
尚、当時はおしどり夫婦として知られていた奥方のヴィクトリア・テナントをヒロイン役に起用したスティーヴであったが、本作公開の数年後に夫婦は離婚。本作が最初で最後の夫婦共演作品となる。

## あらすじ
ハリス・テレマッカーは、ロサンゼルスで独特の話術で天気を予想する人気の気象予報士である。しかし私生活では、長年つき合っている美人のガールフレンドとの関係に行き詰まり、さえない日々を送っていた。
そんなある日、彼がフリーウェイをドライブしていると、道路状況を知らせる交通情報の電光掲示板に「君の人生に転機が訪れる。天気がその鍵となるだろう。」と不思議なメッセージが出ているのを見る。
その翌日、ハリスはインテリで物静かなイギリス人ジャーナリストのサラと知り合う。運命的な出逢いを感じた2人はお互いの想いを募らせていくが、傷つくことを恐れて、気持ちを表すことができないでいた。
そうこうするうちに、サラが帰国する日がやってきた。だが、サラが空港に着いた途端、突然大雨が降り出し、乗る予定だった飛行機は欠航してしまう。あの電光掲示板の言葉を思い出したハリスは、ついにサラに愛の告白をするのだった。

## キャスト
- ハリス・テレマッカー：スティーヴ・マーティン（吹替：富山敬）
- サラ・マクダウェル：ヴィクトリア・テナント（吹替：駒塚由衣）
- ローランド・マッキー：リチャード・E・グラント（吹替：大塚芳忠）
- トルーディ：マリル・ヘナー（吹替：榊原良子）
- サンディ：サラ・ジェシカ・パーカー（吹替：小林優子）
- アリエル：スーザン・フォリスタル（吹替：弘中くみ子）
- フランク・スワン：ケヴィン・ポラック
- ジューン：フランシス・フィッシャー
- シンシア：イマン
- 高級レストランの接客主任：パトリック・スチュワート
- トム：ラリー・ミラー
- ハリスの上司：ウディ・ハレルソン（クレジットなし）
- カルロ・クリストファー：チェビー・チェイス（クレジットなし）